# Parolinia schizogynoides
Parolinia schizogynoides är en korsblommig växtart som beskrevs av Eric R.Svensson Sventenius. Parolinia schizogynoides ingår i släktet Parolinia och familjen korsblommiga växter. IUCN kategoriserar arten globalt som sårbar. Inga underarter finns listade i Catalogue of Life.